# São Roque (Oliveira de Azeméis)
São Roque ist eine Gemeinde (Freguesia) im portugiesischen Kreis Oliveira de Azeméis. In ihr leben 5023 Einwohner (Stand 19. April 2021).